# Kevin Strootman
Kevin Strootman (Ridderkerk, 1990. február 13. –) holland válogatott labdarúgó, a Genoa játékosa. Általában a középpálya középső részén szokott szerepelni.

## Pályafutása

### Klubcsapatokban

#### Sparta Rotterdam
Labdarúgó karrierjét a VV Rijsoord csapatában kezdte. Ezután 2007-ben a Sparta Rotterdamhoz került és itt vált profi labdarúgóvá. A felnőtt csapathoz 2008 januárjában csatlakozott. 2008 novemberében szerződést hosszabbított csapatával. A 2009–2010-es idény jól kezdődött számára, de a bajnokság végén kiestek az első osztályból.
A Sparta színeiben 2008 és 2011 között 72 bajnokin lépett pályára és 8 gólt szerzett.

#### Utrecht
A 2011-es januári átigazolási időszakban az FC Utrecht csapata szerződtette. A 2010–11-es szezon második felében az Utrechtnél játszott, majd 2011 júniusában a PSV-hez igazolt.

#### PSV Eindhoven

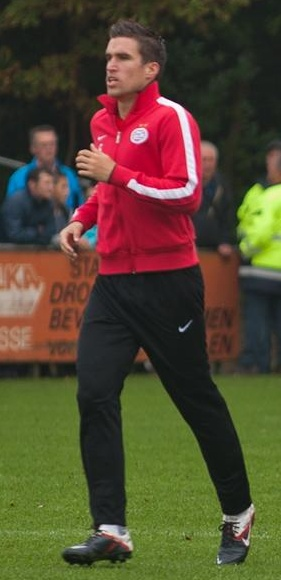
Strootman a PSV színeiben, 2011-ben

2011. június 28-án a PSV Eindhoven szerződtette Dries Mertensszel együtt. A 2011–2012-es szezon nyitónapján egy AZ elleni mérkőzésen mutatkozott be az eindhoveni csapatban, amit elveszítettek 3–1-re. Első gólját 2011. szeptember 24-én a Roda JC elleni 7–1-es győzelemmel zárult találkozón szerezte.

#### Roma
2013. július 16-án a PSV és a Roma véglegesítette Strootman átigazolásáról szóló megállapodást, amelynek átigazolási díja 17 millió euró volt, ez bónuszokkal 19 millió euróra emelkedhetett. A 6-os számú mezt kapta.
A Major League Soccer (MLS) All-Stars elleni barátságos mérkőzésen gólt szerzett és egy gólpasszt adott, csapatával pedig 3–1-re megnyerték a mérkőzést. Első tétmérkőzésen szerzett gólját a Roma színeiben a Parma elleni 3–1-re megnyert bajnoki mérkőzésen szerezte. A Torino, az Atalanta, a Milan és a Livorno elleni mérkőzéseken is betalált.
2014. március 9-én térdsérülést szenvedett a Napoli elleni 1–0-s vereség alkalmával, ami miatt kihagyni kényszerült a 2013–14-es szezon hátralévő részét és a 2014-es világbajnokságot is.
November 9-én, pontosan nyolc hónappal a sérülése után először lépett pályára a Roma színeiben, a 84. percben csereként beállva a Torino elleni 3–0-s vereség alkalmával a Stadio Olimpicóban. A 2014–15-ös szezonban, december 7-én, a Sassuolo elleni 2–2-es döntetlen alkalmával került először be a kezdő tizenegybe. 2015. január 12-én, a 175. Derby della Capitale alkalmával csereként állt be, majd gólpasszt adott a csapatkapitány Francesco Tottinak. A mérkőzés 2–2-es döntetlennel ért véget.
2015. január 26-án le kellett cserélni a Fiorentina elleni bajnoki mérkőzésen, miután újabb sérülést szenvedett az elülső keresztszalagjában. Három nappal később megerősítették, hogy ismét térdműtéten kell átesnie. Augusztus 26-án bejelentették, hogy még egy műtéten kell átesnie annak ellenére, hogy hét hónap alatt egyetlen alkalommal sem lépett pályára. 2016. február 21-én lépett pályára először az idényben, csereként a Palermo elleni 5–0-s hazai vereség alkalmával. Május 2-án, több mint 15 hónap után került először a kezdőtizenegybe, és végigjátszotta a Genoa elleni 3–2-es győzelemmel végződő mérkőzést. Az idény során öt mérkőzésen játszott, ebből két meccsen kezdőként. A szezonban adott egyetlen gólpasszát a Milan elleni 3–1-es győzelem alkalmával adta a San Siróban, az idény utolsó fordulójában.
2016. augusztus 20-án csapatkapitányként vezette győzelemre csapatát a Serie A 2016–17-es szezon nyitómérkőzésén, az Udinese elleni 4–0-s hazai győzelem alkalmával. Az idény második mérkőzésén gólt szerzett a Cagliari elleni 2–2-es döntetlen alkalmával, ez volt az első gólja 2014 januárja óta.
2017. május 29-én szerződést hosszabbított a Romával, amely további ötévre szólt.

#### Marseille
2018. augusztus 28-án az Olympique de Marseille 25 millió euróért (plusz 3 millió euró bónusz) szerződtette Strootmant az AS Rómától, aki ötéves szerződést írt alá új csapatával. Strootman azt nyilatkozta, hogy a klub történelme, ambíciói, valamint szoros kapcsolata Rudi Garciával, motivációt jelentettek számára a csatlakozáshoz. 2020. január 10-én győztes gólt szerzett a 84. percben, miután csereként beállt a Rennes ellen.

#### Kölcsönben a Genoában
2021. január 12-én a szezon végéig kölcsönbe került a Serie A-ban szereplő Genoához.

#### Kölcsönben a Cagliariban
2021. július 3-án a Serie A-ban szereplő Cagliari a 2021–22-es szezon végéig kölcsönvette, a 2022–23-as idényre szóló hosszabbítási opcióval együtt.

#### Visszatérés a Genoa csapatába
2022. augusztus 24-én ismét kölcsönbe került a Genoa csapatához.
2023. július 6-án, a Serie A-ba való feljutást követően végleg átigazolt a Genoához.

### A válogatottban
Utánpótlásszinten szerepelt az U18-as, U19-es és az U21-es holland válogatottban is.
A felnőtt csapatban 2011. február 9-én debütált egy Ausztria elleni barátságon találkozón. A válogatottbeli első találatát 2011. szeptember 6-án szerezte, amikor a 2012-es Európa-bajnokság selejtezőiben 2–0-ra legyőzték Finnországot és ezzel eldőlt, hogy Hollandia kijut a kontinenstornára. Az Európa-bajnoki keretszűkítést követően Bert van Marwijk nevezte őt az Eb-re készülő 23 fős keretébe.
Részt vett a 2013-as U21-es Európa-bajnokságon, ahol a csapatával az elődöntőig jutott.
Strootman rendszeres tagja volt Louis van Gaal csapatának a 2014-es világbajnokság selejtezősorozatában, de sérülés miatt kihagyta a tornát.
2016. május 27-én két év után először lépett pályára a válogatottban, miután sérülés miatt kihagyni kényszerült a 2014-es labdarúgó-világbajnokságot és a 2016-os Európa bajnoki selejtezőket. Az Írország elleni barátságos mérkőzésen 70 percet játszott, mielőtt lecserélték Marco van Ginkelre.

## Statisztika

### Klubcsapatokban
2024. április 25-i állapot szerint.
| Klub                  | Szezon           | Bajnokság        | Bajnokság | Bajnokság | Kupa  | Kupa  | Ligakupa | Ligakupa | Nemzetközi | Nemzetközi | Egyéb | Egyéb | Összes | Összes |
| Klub                  | Szezon           | Liga             | Mérk.     | Gólok     | Mérk. | Gólok | Mérk.    | Gólok    | Mérk.      | Gólok      | Mérk. | Gólok | Mérk.  | Gólok  |
| --------------------- | ---------------- | ---------------- | --------- | --------- | ----- | ----- | -------- | -------- | ---------- | ---------- | ----- | ----- | ------ | ------ |
| Sparta Rotterdam      | 2007–08          | Eredivisie       | 3         | 0         | 0     | 0     | —        | —        | —          | —          | —     | —     | 3      | 0      |
| Sparta Rotterdam      | 2008–09          | Eredivisie       | 25        | 2         | 3     | 1     | —        | —        | —          | —          | —     | —     | 28     | 3      |
| Sparta Rotterdam      | 2009–10          | Eredivisie       | 28        | 2         | 4     | 2     | —        | —        | —          | —          | 4     | 0     | 36     | 4      |
| Sparta Rotterdam      | 2010–11          | Eerste Divisie   | 16        | 4         | 1     | 0     | —        | —        | —          | —          | —     | —     | 17     | 4      |
| Sparta Rotterdam      | Összesen         | Összesen         | 72        | 8         | 8     | 3     | —        | —        | —          | —          | 4     | 0     | 84     | 11     |
| FC Utrecht            | 2010–11          | Eredivisie       | 14        | 2         | 2     | 0     | —        | —        | —          | —          | —     | —     | 16     | 2      |
| PSV Eindhoven         | 2011–12          | Eredivisie       | 30        | 2         | 5     | 1     | —        | —        | 11         | 3          | —     | —     | 46     | 6      |
| PSV Eindhoven         | 2012–13          | Eredivisie       | 32        | 6         | 5     | 1     | —        | —        | 4          | 1          | 1     | 0     | 42     | 8      |
| PSV Eindhoven         | Összesen         | Összesen         | 62        | 8         | 10    | 2     | —        | —        | 15         | 4          | 1     | 0     | 88     | 14     |
| Roma                  | 2013–14          | Serie A          | 25        | 5         | 4     | 1     | —        | —        | —          | —          | —     | —     | 29     | 6      |
| Roma                  | 2014–15          | Serie A          | 6         | 0         | 0     | 0     | —        | —        | 1          | 0          | 0     | 0     | 7      | 0      |
| Roma                  | 2015–16          | Serie A          | 5         | 0         | 0     | 0     | —        | —        | 0          | 0          | 0     | 0     | 5      | 0      |
| Roma                  | 2016–17          | Serie A          | 33        | 4         | 3     | 0     | —        | —        | 9          | 2          | 0     | 0     | 45     | 6      |
| Roma                  | 2017–18          | Serie A          | 32        | 1         | 1     | 0     | —        | —        | 11         | 0          | 0     | 0     | 44     | 1      |
| Roma                  | 2018–19          | Serie A          | 1         | 0         | 0     | 0     | —        | —        | 0          | 0          | 0     | 0     | 1      | 0      |
| Roma                  | Összesen         | Összesen         | 102       | 10        | 8     | 1     | —        | —        | 21         | 2          | 0     | 0     | 131    | 13     |
| Marseille             | 2018–19          | Ligue 1          | 28        | 1         | 1     | 0     | 0        | 0        | 5          | 0          | —     | —     | 34     | 1      |
| Marseille             | 2019–20          | Ligue 1          | 25        | 2         | 4     | 0     | 1        | 0        | —          | —          | —     | —     | 30     | 2      |
| Marseille             | 2020–21          | Ligue 1          | 11        | 0         | 0     | 0     | —        | —        | 3          | 0          | —     | —     | 14     | 0      |
| Marseille             | Összesen         | Összesen         | 64        | 3         | 5     | 0     | 1        | 0        | 8          | 0          | —     | —     | 78     | 3      |
| Genoa (kölcsönben)    | 2020–21          | Serie A          | 18        | 0         | 0     | 0     | —        | —        | —          | —          | —     | —     | 18     | 0      |
| Cagliari (kölcsönben) | 2021–22          | Serie A          | 10        | 0         | 1     | 0     | —        | —        | —          | —          | —     | —     | 11     | 0      |
| Genoa (kölcsönben)    | 2022–23          | Serie B          | 30        | 2         | 1     | 0     | —        | —        | —          | —          | —     | —     | 31     | 2      |
| Genoa                 | 2023–24          | Serie A          | 21        | 0         | 2     | 0     | —        | —        | —          | —          | —     | —     | 23     | 0      |
| Genoa                 | Összesen         | Összesen         | 51        | 2         | 3     | 0     | —        | —        | —          | —          | —     | —     | 54     | 2      |
| Karrier összesen      | Karrier összesen | Karrier összesen | 393       | 33        | 37    | 6     | 1        | 0        | 44         | 6          | 5     | 0     | 480    | 45     |

Jegyzetek
1. ↑  Mérkőzése(i) a Holland Kupában, Olasz Kupában és a Francia Kupában
2. ↑  Mérkőzése(i) a Francia Ligakupában
3. ↑  Mérkőzése(i) az Eredivisie kiesés elleni rájátszásban
4. 1 2 3  Mérkőzése(i) az Európa Ligában
5. ↑  Mérkőzése(i) a Holland Szuperkupában
6. 1 2 3  Mérkőzése(i) a Bajnokok Ligájában
7. ↑  Mérkőzése(i) a Bajnokok Ligájában és az Európa Ligában (hét mérkőzés; két gól)

### A válogatottban
| Hollandia | Hollandia | Hollandia |
| Év        | Mérk.     | Gólok     |
| --------- | --------- | --------- |
| 2011      | 10        | 1         |
| 2012      | 5         | 0         |
| 2013      | 9         | 2         |
| 2014      | 1         | 0         |
| 2016      | 7         | 0         |
| 2017      | 7         | 0         |
| 2018      | 4         | 0         |
| 2019      | 3         | 0         |
| Összesen  | 46        | 3         |

#### Góljai a holland válogatottban
| #  | Dátum               | Ellenfél     | Eredmény | Kiírás              | Esemény |
| -- | ------------------- | ------------ | -------- | ------------------- | ------- |
| 1. | 2011. szeptember 6. | Finnország   | 2 – 0    | Eb-selejtező        |         |
| 2. | 2013. augusztus 14. | Portugália   | 1 – 1    | Barátságos mérkőzés | 18'     |
| 3. | 2013. október 11.   | Magyarország | 8 – 1    | Vb-selejtező        | 25'     |

## Sikerei, díjai
PSV Eindhoven
- Holland kupagyőztes: 2011–12
- Holland szuperkupa-győztes: 2012